# 한국배연합회
사단법인 한국배연합회는 시장개방 확대와 농업환경 변화에 대응하기 위하여 회원간 상호협력을 바탕으로 고품질 배 안정생산지도 및 수급조절, 시장교섭력 강화 등을 통하여 생산 농업인의 소득증대와 배 산업의 발전 도모 목적으로 2010년 1월 7일 설립된 대한민국 농림수산식품부 소관의 사단법인이다. 사무실은 충청남도 아산시 배방읍 희망로 46번길 45-21에 있다.